# Naval Air Station Lemoore
Base aéronavale de Lemoore
La Naval Air Station Lemoore ou NAS Lemoore ( IATA : NLC , ICAO : KNLC , FAA LID : NLC) est une base aéronavale de l'US Navy, située dans les comtés de Kings et de Fresno en Californie. Lemoore Station, un Census-designated place, est située à l'intérieur des frontières de la base.
Le NAS Lemoore est la plus récente et la plus grande Master jet base (en) de la Marine. Le Strike Fighter Wing Pacific, avec ses escadrons associés, y est domicilié.
NAS Lemoore héberge également cinq Carrier Air Wings (Escadre aérienne embarquée) : 
- Carrier Air Wing Two (CVW-2),
- Carrier Air Wing Five (CVW-5),
- Carrier Air Wing Nine (CVW-9),
- Carrier Air Wing Eleven (CVW-11),
- Carrier Air Wing Seventeen (CVW-17).

## Historique

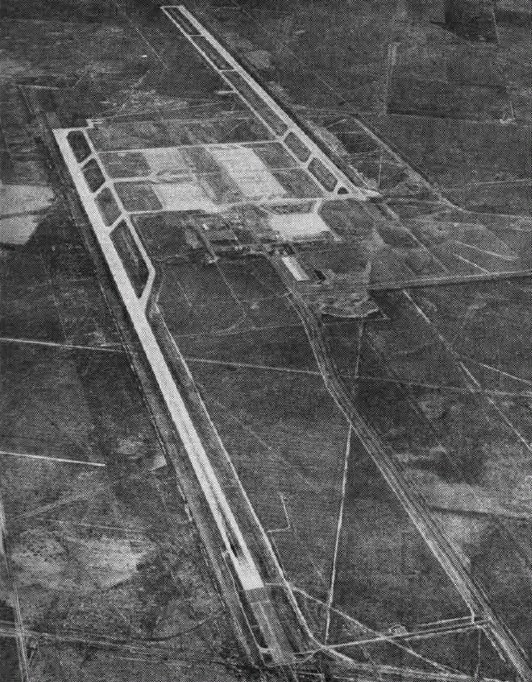
Vue aérienne du NAS Lemoore au début des années 1960

Mis en service en 1961, le NAS Lemoore, vu d'un avion volant au-dessus, semble significatif et se démarque des terres agricoles du centre de la Californie, en raison de sa grande construction. C'est la plus récente et la plus grande base de support aux porte-avions de la marine américaine. La base dispose de deux pistes parallèles décalées distantes de 1 400 m. Les hangars de stationnement et de maintenance des avions sont alignés entre les deux pistes. Séparé des hangars par des passages souterrains sous les voies de circulation A et C, le reste de la zone des opérations aériennes est situé directement au sud-est.
En juillet 1998, NAS Lemoore a été choisi comme site de la côte ouest pour le plus récent chasseur d'attaque de la marine, le F/A-18E/F Super Hornet. Cette action a amené environ 92 avions supplémentaires, 1.850 membres du personnel en service actif supplémentaires et 3.000 membres des familles au NAS Lemoore, ainsi que plusieurs ajouts ou améliorations d'installations anexes.
La Marine a également amené quatre nouveaux escadrons de la flotte à la base aéronavale de Lemoore de 2001 à 2004. Du personnel militaire supplémentaire était nécessaire au Aircraft Intermediate Maintenance Department, au Strike Fighter Weapons School Pacific (en) et au Center for Naval Aviation Technical Training Unit Lemoore (CNATTU Lemoore) pour soutenir cet effort. 

## Opérations en cours
Avec le transfert du Marine Corps Air Station Miramar à l'United States Marine Corps, le NAS Lemoore héberge désormais toute la capacité de combat/attaque de la côte ouest de l'US Navy et possède toutes les installations du Strike Fighter Wing Pacific. Le principal avion basé au NAS Lemoore est le chasseur d'attaque F/A-18 Hornet. En novembre 1999, il a reçu son premier F/A-18E/F Super Hornet, qui a remplacé le F-14 Tomcat dans le service de la flotte en tant que chasseur de supériorité aérienne et a assumé, dans une configuration différente, le rôle de l'ancien F/A-18 Hornet. Actuellement, il y a un total de 175 Hornet et Super Hornet basés au NAS Lemoore opérant à partir d'un escadron de remplacement de la flotte [d'entraînement] et de seize escadrons [opérationnels] de la flotte. En 2017, le F-35 Lightning II a été reçu au NAS Lemoore, établissant le premier escadron d'entraînement F-35 Pacific.
La base abrite des aéronefs affectés aux Carrier Air Wings suivantes :
| Insigne | Nom                                                                             | Abrégé | Porte-avions                    | Note |
|         | Carrier Air Wing Two                                                            | CVW-2  | USS Carl Vinson (CVN-70)        |      |
|         | Carrier Air Wing Five Base avancée du Marine Corps Air Station Iwakuni au Japon | CVW-5  | USS Ronald Reagan (CVN-76)      |      |
|         | Carrier Air Wing Nine                                                           | CVW-9  | USS Abraham Lincoln (CVN-72)    |      |
|         | Carrier Air Wing Eleven                                                         | CVW-11 | USS Theodore Roosevelt (CVN-71) |      |
|         | Carrier Air Wing Seventeen                                                      | CVW-17 | USS Nimitz (CVN-68)             |      |

## Unités volantes basées au NAS Lemoore
Commandant des Forces aéronavales du Pacifique de l'US Navy
- Département des opérations aériennes - Sikorsky SH-60 Seahawk
- Escadre d'avion de combat interarmées :
  - Strike Fighter Squadron 97 (VFA-97) - F-35C Lightning II
  - Strike Fighter Squadron 125 (VFA-125) - F-35C Lightning II
  - Strike Fighter Squadron 147 (VFA-147) - F-35C Lightning II
- Strike Fighter Wing Pacifique :
  - Strike Fighter Squadron 2 (VFA-2) - F/A-18F Super Hornet
  - Strike Fighter Squadron 14 (VFA-14 (U.S. Navy) (en)) - F/A-18E Super Hornet
  - Strike Fighter Squadron 22 (VFA-22) - F/A-18F Super Hornet
  - Strike Fighter Squadron 25 (VFA-25) - F/A-18E Super Hornet
  - Strike Fighter Squadron 41 (VFA-41 (en)) - F/A-18F Super Hornet
  - Strike Fighter Squadron 86 (VFA-86)- F/A-18E Super Hornet
  - Strike Fighter Squadron 94 (VFA-94) - F/A-18F Super Hornet
  - Strike Fighter Squadron 113(VFA-113) - F/A-18E Super Hornet
  - Strike Fighter Squadron 122 (VFA-122) - F/A-18E/F Super Hornet
  - Strike Fighter Squadron 136 (VFA-136) - F/A-18E Super Hornet
  - Strike Fighter Squadron 137 (VFA-137) - F/A-18E Super Hornet
  - Strike Fighter Squadron 146 (VFA-146) - F/A-18E Super Hornet
  - Strike Fighter Squadron 151 (VFA-151 (en)) - F/A-18E Super Hornet
  - Strike Fighter Squadron 154 (VFA-154 (en)) - F/A-18F Super Hornet
  - Strike Fighter Squadron 192 (VFA-192) - F/A-18E Super Hornet
  - Strike Fighter Weapons School Pacific (en) (SFWSP) - T-43C Turbo Mentor

### Autres activités des locataires

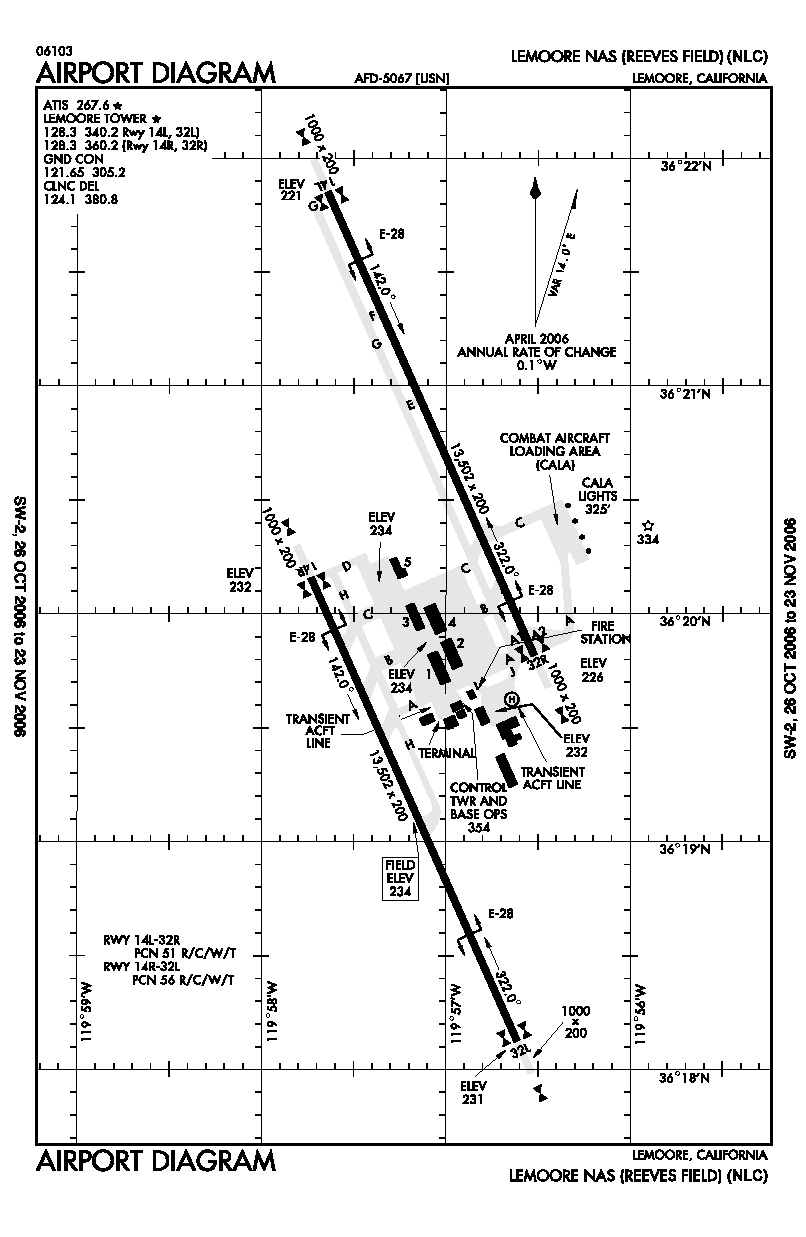
Schéma de l'aéroport

- Centre logistique de la flotte San Diego, Det Lemoore
- Groupe de formation opérationnelle spécialisée de l'aviation de la flotte, Flotte du Pacifique
- Détachement des installations des services techniques aéronavals
- Unité de service du génie aéronautique naval
- Groupe de formation à la maintenance aéronavale
- Hôpital maritime
- Clinique dentaire de la branche navale
- Centre des systèmes de formation navale
- Activité d'assistance aux systèmes d'entraînement
- Centre de soutien opérationnel de la marine (anciennement Naval Air Reserve Center)
- Fleet Readiness Center West (en) (FRCW)
- Naval Criminal Investigative Service (NCIS)
- Bureau des services juridiques de la marine, succursale du sud-ouest
- Centre de formation à la survie en aviation
- NATEC, Naval Air Technical Data and Engineering Service Command
- NAFC, Composante des prévisions de l'aviation navale
- NAMCE, Centre d'Excellence de Maintenance Aéronavale
- Marine Wing Support Squadron 473 (en), Marine Corps Reserve Compagnie de transport automobile